# Angelo Paravisi
Angelo Paravisi (* 15. September 1930 in Bergamo; † 2. September 2004 in Crema) war Bischof von Crema.

## Leben
Angelo Paravisi empfing am 30. Mai 1953 die Priesterweihe.
Johannes Paul II. ernannte ihn am 4. Juni 1988 zum Weihbischof in Bergamo und Titularbischof von Turris in Proconsulari. Der Bischof von Bergamo, Giulio Oggioni, weihte ihn am 25. Juni desselben Jahres zum Bischof; Mitkonsekratoren waren  Clemente Gaddi, Altbischof von Bergamo, und Luigi Morstabilini, emeritierter Bischof von Brescia.
Als Wahlspruch wählte er Caritas Christi Urget Nos. Der Papst ernannte ihn am 11. Juli 1996 zum Bischof von Crema.